# ア・ルーア

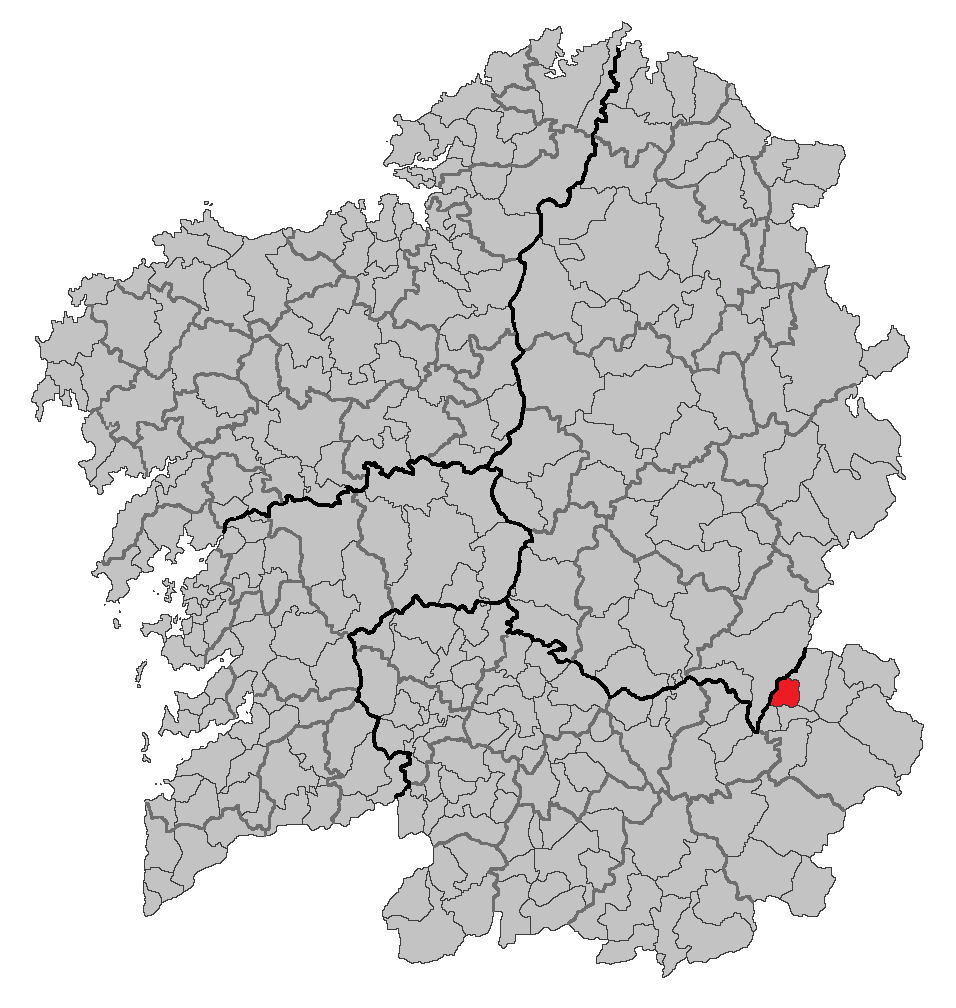

ア・ルーア（A Rúa）はスペイン、ガリシア州、オウレンセ県の自治体で、コマルカ・デ・バルデオーラスに属する。ガリシア統計局によると、2009年の人口は4,816人（2003年：5,027人）。住民呼称はrués/-esa。カスティーリャ語表記は定冠詞のないRúa。
ガリシア語話者の自治体住民に占める割合は91.22％（2001年）。

## 地理
ア・ルーアはオウレンセ県の北東部に位置し、コマルカ・デ・バルデオーラスに属する。北から東にかけてはビラマルティン・デ・バルデオーラスと、南はペティンとラロウコと、西から北にかけてはキローガ（ルーゴ県）の各自治体と隣接、自治体の中心地区はア・ルーア・デ・バルデオーラス教区のア・ルーア・デ・バルデオーラス地区。

### 人口
| ア・ルーアの人口推移 1900－2010                         |
|                                                         |
| 出典:INE（スペイン国立統計局）1900年 - 1991年、1996年 - |

## 政治
自治体首長はR.U.A.（Rueses Unidos Adiante）のホセ・ビセンテ・ソララッ・ロペス（José Vicente Solarat López）（2007年の自治体選挙の結果）。 

## 教区
ア・ルーアは3の教区に分けられる。太字は自治体中心地区のある教区。
- ロブリード（サン・ショアン）
- ア・ルーア・デ・バルデオーラス（サント・エステーボ）
- サン・シュリアン（サン・シュリアン）